# Cofradía del Santísimo Cristo de la Agonía (Albacete)
La Cofradía del Santísimo Cristo de la Agonía y Nuestra Señora de la Amargura es una cofradía de la Semana Santa de Albacete (España).
Tiene su sede canónica en la Catedral de San Juan Bautista de Albacete. Fue fundada en 1896 por el comerciante catalán Juan Nicolau Planagumá en la Iglesia de las Justinianas. 
Cuenta con dos imágenes: Santísimo Cristo de la Agonía (1940) y Nuestra Señora de la Amargura (1960).
Procesiona en Viernes de Dolores (Vía Crucis), Lunes Santo (procesión infantil), Miércoles Santo (La Pasión), Jueves Santo (El Calvario), Viernes Santo (Santo Entierro), Sábado de Gloria (residencias de mayores) y Domingo de Resurrección (El Resucitado). Su hábito está compuesto por capuz granate, túnica negra y capa granate.

## Enlaces de interés
- Wikimedia Commons alberga una categoría multimedia sobre Cofradía del Santísimo Cristo de la Agonía.

- Datos: Q43259880